# Internationales Jahr der Sprachen

Logo vom internationalen Jahr der Sprachen

Das Jahr 2008 wurde von den Vereinten Nationen am 16. Mai 2007 durch eine Resolution zum Internationalen Jahr der Sprachen erklärt. Das Jahr soll für Mehrsprachigkeit, sprachliche Vielfalt und somit kulturelle Vielfalt und Respekt vor anderen Sprachen werben.
Die UNESCO wurde mit der Schirmherrschaft über das Sprachenjahr beauftragt und kündigte einen Internationalen Tag der Muttersprache zum 21. Februar 2008 an.